# Isotropis
Genre
Isotropis est un genre de plantes à fleurs dicotylédones de la famille des Fabaceae, sous-famille des Faboideae, originaire d'Australie, qui comprend douze espèces acceptées.

## Liste d'espèces
Selon The Plant List (20 septembre 2018) :
- Isotropis atropurpurea F.Muell.
- Isotropis canescens F.Muell.
- Isotropis centralis Maconochie
- Isotropis cuneifolia (Sm.) B.D.Jacks.
- Isotropis drummondii Meissner
- Isotropis filicaulis Benth.
- Isotropis foliosa Crisp
- Isotropis forrestii F.Muell.
- Isotropis juncea Turcz.
- Isotropis parviflora Benth.
- Isotropis wheeleri Benth.
- Isotropis winneckei F.Muell.